# Fumin (cépage)
Pour les articles homonymes, voir Fumin.
Le fumin est un cépage de cuve noir.
Le cépage est cultivé en vallée d'Aoste dans une zone entre les communes de Villeneuve et de Saint-Vincent. Il a parfois été confondu avec la freisa.
Le vin est bien coloré et est utilisé en cuvée dans le vin DOC Vallée d'Aoste Fumin.  Le fumin est généralement vinifié en assemblage car son vin est très tannique et acidulé. Il faut attendre au moins 2 ou 3 ans pour observer une amélioration. Depuis 1995, on maîtrise mieux le fumin   et les vins mono-cépages sont de bonne qualité.
Le fumin fait partie d'une famille de cépages typiques des régions alpines du Valais et de la vallée d'Aoste. Les autres cépages sont le bonda, le completer, le Cornalin d'Aoste (ou humagne rouge), le cornalin du Valais, le crovassa, le durize, l'eyholzer, le Fumin, le goron de Bovernier, l'himbertscha, l'humagne blanche, le lafnetscha, le mayolet, le ner d'Ala, la petite arvine, le petit-rouge, le planscher, le premetta (ou prié rouge), le prié blanc, le rèze, le roussin, le roussin de Morgex, le vien de Nus et le vuillermin.

## Cycle végétatif
Les valeurs ont été relevées entre 1994 et 1998 dans le hameau d'Hospice à une altitude de 600 m NN en exposition sud:
- Débourrement: 5 avril
- Floraison: 4 juin
- Véraison: 23 aout
- Maturation: 22 octobre

Sa maturité est de troisième  époque tardive: 35 jours  après le Chasselas.
Synonymes: néant
Origine: cépage autochtone provenant de la vallée d'Aoste